# Big Bluffs and Bowling Balls
Big Bluffs and Bowling Balls è un cortometraggio muto del 1917 diretto da Lawrence Semon (Larry Semon).

## Produzione
Il film fu prodotto dalla Vitagraph Company of America.

## Distribuzione
Distribuito dalla Greater Vitagraph (V-L-S-E), il film - un cortometraggio in una bobina - uscì nelle sale cinematografiche statunitensi il 22 gennaio 1917. Ne venne fatta una riedizione distribuita sul mercato americano il 22 dicembre 1919.